# Arvagh
Arvagh lub Arva (irl. Ármhach) – miasto w hrabstwie Cavan w Irlandii położone nad jeziorem Garty w pobliżu wzgórza Bruse. Usytuowane jest w centrum pasa drumlinów na granicy hrabstw Longford i Leitrim. Arvagh zostało zasiedlone przez szkockich plantatorów na początku XVII wieku.
We wrześniu każdego roku odbywa się tutaj Międzynarodowy Festiwal Wędkarski (Arvagh International Fishing Festival). W Arvagh urodził się William H. Bleakley, pionier lotnictwa.